# Crkva uznesenja presvete Bogorodice u Negoslavcima
Crkva uznesenja presvete Bogorodice  u Negoslavcima u Hrvatskoj je pravoslavna crkva, u sastavu Osječkopoljske i baranjske eparhije Srpske pravoslavne crkve, a koja je posvećena blagdanu uznesenja Bogorodice.